# Yipsi Moreno
Yipsi Moreno González (ur. 19 listopada 1980 w Camagüey) – kubańska lekkoatletka specjalizująca się w rzucie młotem, od maja 2025 reprezentująca Albanię. Złota i srebrna medalistka olimpijska, trzykrotna mistrzyni świata, złota i srebrna medalistka mistrzostw ibero-amerykańskich, wielokrotna złota medalistka igrzysk panamerykańskich i igrzysk Ameryki Środkowej i Karaibów, medalistka uniwersjady.

## Przebieg kariery
Pierwsze rzuty młotem oddała w wieku dwunastu lat. W 1997 roku wystąpiła na mistrzostwach obu Ameryk juniorów, na których zdobyła złoty medal. Rok później zajęła 4. miejsce na mistrzostwach świata juniorów. Była uczestniczką igrzysk panamerykańskich w Winnipeg, na których otrzymała srebrny medal oraz startowała na mistrzostwach globu w Sewilli, które ukończyła na 18. miejscu w finale. W debiucie olimpijskim w Sydney zajęła w finale 4. miejsce z wynikiem 68,33 m. W 2001 roku została mistrzynią świata, w finale konkursu rzutu młotem uzyskała rezultat 70,65 m, niedługo później sięgnęła po srebrny medal uniwersjady. W 2003 roku została zarówno złotą medalistką igrzysk obu Ameryk, jak i złotą medalistką mistrzostw świata.
Reprezentowała swój kraj na igrzyskach olimpijskich w Atenach, tam wywalczyła srebrny medal, w najlepszej próbie uzyskała wynik 73,36 m, o 1,66 m gorszy niż Rosjanki Olgi Kuzienkowej. W 2005 roku po raz trzeci z rzędu okazała się najlepsza na mistrzostwach globu. Dwa lata później obroniła złoty medal igrzysk panamerykańskich, a także startowała na mistrzostwach świata, które zakończyła zdobyciem tytułu wicemistrzowskiego.
Podczas igrzysk olimpijskich w Pekinie uzyskała w eliminacjach wynik 73,92 m w najlepszej próbie, który uplasował ją na 1. miejscu w eliminacjach. W finale wywalczyła rezultat 75,20 m i zdobyła srebrny medal olimpijski, lepszy wynik osiągnęła tylko Białorusinka Aksana Miańkowa (76,34 m). W 2016 roku Miańkowa została jednak zdyskwalifikowana za stosowanie dopingu, w efekcie czego Białorusince odebrano medal, a Moreno przyznano złoto.
W 2011 roku zajęła 4. miejsce w finale konkursu rzutu młotem rozgrywanym na światowym czempionacie w Daegu. Poza tym brała udział w igrzyskach obu Ameryk w Guadalajarze, tam po raz trzeci z rzędu została mistrzynią zmagań tej rangi. Na igrzyskach olimpijskich w Londynie zajęła 6. miejsce w finale, w najlepszym podejściu uzyskując wynik 74,60 m (później została przesunięta o jedną pozycję wyżej, po dyskwalifikacji za doping Tatjany Łysienko). W 2014 roku została złotą medalistką igrzysk Ameryki Środkowej i Karaibów, tutejszy występ był ostatnim jej startem w zawodach międzynarodowych. Pod koniec 2015 roku zakończyła karierę, którą wznowiła w 2024.

## Osiągnięcia
| Rok     | Zawody                                     | Miasto              | Miejsce | Wynik |
| ------- | ------------------------------------------ | ------------------- | ------- | ----- |
| 1997    | Mistrzostwa panamerykańskie juniorów       | Hawana              | złoto   | 55,74 |
| 1998    | Mistrzostwa ibero-amerykańskie             | Lizbona             | brąz    | 58,24 |
| 1998    | Mistrzostwa świata juniorów                | Annecy              | 4.      | 59,85 |
| 1999    | Igrzyska panamerykańskie                   | Winnipeg            | srebro  | 63,03 |
| 1999    | Mistrzostwa świata                         | Sewilla             | 18.     | 58,68 |
| 2000    | Igrzyska olimpijskie                       | Sydney              | 4.      | 68,33 |
| 2001    | Mistrzostwa świata                         | Edmonton            | złoto   | 70,65 |
| 2001    | Uniwersjada                                | Pekin               | srebro  | 68,39 |
| 2001    | Igrzyska dobrej woli                       | Brisbane            | 4.      | 67,83 |
| 2002    | Puchar Świata                              | Madryt              | srebro  | 69,65 |
| 2003    | Igrzyska panamerykańskie                   | Santo Domingo       | złoto   | 74,25 |
| 2003    | Mistrzostwa świata                         | Paryż               | złoto   | 73,33 |
| 2003    | Światowy Finał IAAF                        | Szombathely         | złoto   | 73,42 |
| 2004    | Mistrzostwa ibero-amerykańskie             | Huelva              | srebro  | 71,06 |
| 2004    | Igrzyska olimpijskie                       | Ateny               | srebro  | 73,36 |
| 2005    | Mistrzostwa świata                         | Helsinki            | złoto   | 73,08 |
| 2005    | Uniwersjada                                | Izmir               | NM H    | N/A   |
| 2005    | Światowy Finał IAAF                        | Szombathely         | złoto   | 74,75 |
| 2006    | Igrzyska Ameryki Środkowej i Karaibów      | Cartagena de Indias | złoto   | 70,22 |
| 2006    | Światowy Finał IAAF                        | Stuttgart           | brąz    | 71,85 |
| 2006    | Puchar Świata                              | Ateny               | brąz    | 73,99 |
| 2007    | Igrzyska panamerykańskie                   | Rio de Janeiro      | złoto   | 75,20 |
| 2007    | Mistrzostwa świata                         | Osaka               | srebro  | 74,74 |
| 2007    | Światowy Finał IAAF                        | Stuttgart           | złoto   | 73,76 |
| 2008    | Igrzyska olimpijskie                       | Pekin               | złoto   | 75,20 |
| 2010    | Mistrzostwa ibero-amerykańskie             | San Fernando        | NM      | N/A   |
| 2010    | Puchar Kontynentalny                       | Split               | brąz    | 72,73 |
| 2011    | Mistrzostwa świata                         | Daegu               | 4.      | 74,48 |
| 2011    | Igrzyska panamerykańskie                   | Guadalajara         | złoto   | 75,62 |
| 2012    | Igrzyska olimpijskie                       | Londyn              | 5.      | 74,60 |
| 2013    | Mistrzostwa świata                         | Moskwa              | 4.      | 74,16 |
| 2014    | Igrzyska Ameryki Środkowej i Karaibów      | Veracruz            | złoto   | 71,35 |
| 2025    | Drużynowe mistrzostwa Europy (III dywizja) | Maribor             | złoto   | 67,96 |
| Źródło: |                                            |                     |         |       |

Osiem razy w karierze zdobyła tytuł mistrzyni kraju, w latach 1999-2013.

## Rekordy życiowe
Rekord życiowy zawodniczki to 76,62 m i został on ustanowiony 9 września 2008 roku w Zagrzebiu, jest to również obecny rekord Kuby (do 2018 roku był to rekord Ameryki Północnej).